# Niżni Siwy Stawek
Niżni Siwy Stawek je malé jezírko ve skupině Siwych Stawků v Kościeliské dolině v Západních Tatrách v Polsku. Je větším a níže položeným z obou jezírek. Má rozlohu 0,0460 ha a je 32 m dlouhé a 21 m široké. Dosahuje maximální hloubky 1,8 m. Leží v nadmořské výšce 1716 m.

## Okolí
Nachází se na dně Siwe Kotlinky pod Siwou Przełęczí mezi ostrůvky kosodřeviny. Jihozápadně se ve vzdálenosti 30 m nachází Wyżni Siwy Stawek.

## Vodní režim
Pleso má povrchový přítok, kterým je krátký potůček z Wyżneho Siweho Stawku a nemá povrchový odtok. Náleží k povodí Dunajce.

## Přístup
Pleso je veřejnosti nepřístupné.